# Mesianismo de Jabad

Bandera del mesianismo de Jabad.

El Mesianismo de Jabad-Lubavitch: generalmente se refiere a la creencia de algunos miembros del movimiento jasídico Jabad Lubavitch, en relación con la llegada del mesías judío. El objetivo de los mesianistas de Jabad es decir al mundo en general, y a los judíos en particular, que la llegada del Mesías es inminente. Además, el término también se refiere más específicamente a la esperanza de que el último rebe de Jabad, el rabino Menachem Mendel Schneerson, pueda ser el mismo el Mesías.
El concepto de que el Mesías puede venir en cualquier momento es una creencia básica del judaísmo. La idea de que el líder de un grupo jasídico pueda ser el Mesías es compleja y se remonta hasta la época del rabino Israel ben Eliezer, también llamado Baal Shem Tov, quien fue el fundador del jasidismo.
Durante la vida del rabino Schneerson algunos judíos tenían la esperanza de que su rebe sería el Mesías esperado. Esta idea ganó gran atención durante los últimos años de la vida del rabino Schneerson.
Durante esos años, había fuertes fuerzas dentro del movimiento de Jabad-Lubavitch, lideradas por dos ejecutores de la voluntad del Rebe, el rabino Yehuda Krinsky, y el rabino Abraham Shemtov, ambos resistieron el ímpetu del movimiento mesiánico.
Tras la muerte del Rebe de Jabad, hay aquellos que aun persisten en la creencia de que el Rebe Menachem Mendel Schneerson puede ser el Mesías judío, estos son los mesianistas de Jabad. Algunos creen que Schneerson resucitará, o se niegan a admitir que el Rebe Schneerson murió, en lugar de ello proclaman que el Rebe sigue aún con vida.
La organización de Jabad-Lubavitch, llamada Agudas Chasidei Chabad, así como el consejo rabínico gobernante del movimiento Jabad-Lubavitch, llamado Vaad Rabonei Lubavitch, se oponen ambos al movimiento mesiánico.[cita requerida] Este asunto ha recibido mucha atención mediática negativa en los Estados Unidos. Actualmente, sigue generando mucha controversia.